# Cría cuervos
Cría cuervos is een Spaanse dramafilm uit 1976 onder regie van Carlos Saura.

## Verhaal
Als de achtjarige Ana, uiterlijk onbewogen en rustig naar de ouderlijke slaapkamer loopt, hoort ze daar de stem van een vrouw die haar liefde aan haar vader bekent. Als ze daarna de trap afloopt ziet ze een aantrekkelijke vrouw van middelbare leeftijd zich snel aankleden en zich vanuit de slaapkamer haasten naar de voordeur van het donkere huis. De vrouw en Ana wisselen blikken, maar zeggen niets. Nadat de vrouw is vertrokken, gaat Ana naar haar vader in de slaapkamer, maar vindt hem dood in bed: blijkbaar overleden aan een hartaanval. Alsof ze niet begrijpt wat er aan de hand is, neemt Ana het aanwezige half volle glas melk mee naar de keuken en wast dit af. In de keuken ziet ze haar moeder, die haar berispt omdat ze zo laat nog op is en stuurt haar naar bed.
Werkelijkheid en fantasie lijken van plaats te wisselen. Na de bizarre dood van haar vader, blijkt deze een fascistische militair te zijn geweest. Het schijnbaar alledaagse gedrag van haar moeder blijkt de fantasie van een rouwend kind. Ana's moeder is namelijk al dood en haar beeld is slechts Ana’s illusie. Haar zoektocht naar een schuldige voor de ziekte en dood van haar moeder en de dood van haar vader, lost Ana op door bakpoeder, een rijsmiddel, voor een mysterieus poeder te houden en ontwikkelt het geloof, dat het een krachtig gif is, waarmee haar vader bewust werd vermoord. Haar moeder had haar jaren geleden gezegd het weg te gooien omdat het bedorven was. Haar geloof in de kracht van het witte gif wordt versterkt als haar vader sterft.
Bij de wake voor haar vader ziet ze de mysterieuze vrouw weer, die ze eerder op de avond van het overlijden van haar vader het huis had zien ontvluchten. Deze vrouw, Amelia, is de vrouw van een vriend annex collega-militair van haar vader. Ana's tevredenheid met een leven zonder deze vader is van korte duur. Tante Paulina, een zus van haar moeder, komt het huishouden draaiend houden en blijkt net zo kil en autoritair als Ana’s vader. Het vrouwenhuis wordt gecompleteerd door de grootmoeder van de kinderen, die stom is en in een rolstoel zit. Verder is er nog de stoere, vlezige huishoudster Rosa.
Ana zoekt haar toevlucht in de kelder, waar ze haar 'dodelijke' poeder bewaart en waar ze wordt gadegeslagen door een verschijning van zichzelf over twintig jaar. De volwassen Ana, sterk gelijkend op haar moeder, vertelt over haar jeugd: 'Ik geloof niet in een paradijselijke kindertijd, of in onschuld, of de natuurlijke goedheid van kinderen. Ik herinner me mijn jeugd als een lange periode, eindeloos, verdrietig, vol angst en angst voor het onbekende '.
De kleine rituelen van het dagelijks leven vullen Ana's dagen tijdens haar zomervakantie van school. Gekweld door de herinnering aan de ziekte van haar moeder rebelleert Ana tegen haar autoritaire tante en in vlagen van eenzaamheid verbeeldt ze zich op verschillende manieren de aanwezigheid van haar moeder en zelfs haar eigen zelfmoord. Ondanks de aanwezigheid van haar  zus Irene en zusje Maite zijn Ana's enige echte metgezellen de huishoudster Rosa en Roni, haar cavia. Helaas vindt Ana de cavia op een ochtend stervend in zijn kooi.
Haar moeders pijnlijke ziekbed en het overlijden aan kanker, de veronderstelde moord op haar vader, haar cavia's dood en haar eigen gedachten aan zelfmoord drukken zwaar op de geest van het meisje. Ana biedt zelfs haar grootmoeder de kans om te sterven en zich te ontdoen van haar eenzaamheid, door haar een lepel van haar gif aan te bieden. De oude vrouw slaat het aanbod af, ook al omdat ze weet dat het bakpoeder is.
De volwassen Ana – net als haar moeder ook gespeeld door Geraldine Chaplin - legt haar uit dat haar moeder het bakpoeder als waarschuwing als giftig had bestempeld. Ze verklaart aan de jonge Ana ook haar motivatie om haar vader te willen vermoorden. "Het enige wat ik me goed herinner is zijn verantwoordelijkheid voor het verdriet dat zo zwaar op mijn moeder drukte, dat ze er ziek van werd.”
Ana, nog steeds in de veronderstelling dat ze haar vader heeft vermoord, probeert haar tante te vergiftigen met hetzelfde poeder. Maar de volgende ochtend en tevens de eerste nieuwe schooldag, blijkt tante Paulina nog in leven. Dan verlaten Ana en haar zussen het lugubere familiehuis en stappen het leven in de bruisende stad tegemoet, dat hen tot dan toe werd onthouden.

## Rolverdeling
| Acteur            | Personage        |
| ----------------- | ---------------- |
| Geraldine Chaplin | María / Ana      |
| Mónica Randall    | Paulina          |
| Florinda Chico    | Rosa             |
| Ana Torrent       | Ana              |
| Héctor Alterio    | Anselmo          |
| Germán Cobos      | Nicolás Garontes |
| Mirta Miller      | Amelia Garontes  |
| Josefina Díaz     | Grootmoeder      |
| Conchita Díaz     | Irene            |
| Mayte Sanchez     | Maite            |

## Muziek
In de film is dominant het Spaanstalige popliedje aanwezig Porque te vas. Het wordt gezongen door Jeanette Dimech.